# Polnische Badminton-Mannschaftsmeisterschaft 1999
Die Polnische Badminton-Mannschaftsmeisterschaft der Saison 1998/1999 gewann das Team von SKB Litpol-Malow Suwałki. Es war die 26. Austragung der Titelkämpfe.

## Endstand
| Platz | Mannschaft                |
| ----- | ------------------------- |
| 1.    | SKB Litpol-Malow Suwałki  |
| 2.    | Technik Głubczyce         |
| 3.    | Piast-B Słupsk            |
| 4.    | AZS Kraków                |
| 5.    | Warmia Olsztyn            |
| 6.    | Kolejarz Częstochowa      |
| 7.    | Bizon Płock               |
| 8.    | Ruch Piotrków Trybunalski |
| 9.    | Ołobok Ostrów Wlkp.       |
| 10.   | Jutrzenka Choszczno       |
| 11.   | Orlicz Suchedniów         |
| 12.   | Wilga Garwolin            |
| 13.   | Stal Nowa Dęba            |
| 14.   | Zremb Solec Kujawski      |
| 15.   | Armatura Kraków           |